# Abbot (Mondkrater)
Abbot ist ein kleiner Mondkrater mit einem Durchmesser von rund 10 Kilometer. Er liegt im zerklüfteten Gelände zwischen dem Mare Fecunditatis im Süden und dem Mare Crisium im Norden.
Der Krater wurde früher Apollonius K genannt, bevor er 1973 von der IAU offiziell nach dem amerikanischen Astrophysiker Charles Greeley Abbot benannt wurde.